# 杜馬尼山
杜馬尼山（英語：Mount Doumani）是南極洲的山峰，位於瑪麗伯德地，處於約翰斯冰川和堪薩斯冰川之間，海拔高度3,240米，美國地質調查局根據測量和該國海軍的空中照片繪入地圖，現時由南極條約體系管理。